# Parartemia zietziana
Parartemia zietziana är en kräftdjursart som beskrevs av Sayce 1903. Parartemia zietziana ingår i släktet Parartemia och familjen Parartemiidae. Inga underarter finns listade i Catalogue of Life.